# Alpes de Provenza
Los Alpes de Provenza (en italiano, Alpi de Provenza) son un grupo montañoso perteneciente a los Alpes y Prealpes de Provenza. La cima principal es la Tête de l'Estrop que alcanza los 2.961 m s. n. m. Se encuentran en el departamento francés de los Alpes de Alta Provenza.

## Clasificación
Según la Partición de los Alpes del año 1926, los Alpes de Provenza tenían una acepción más amplia que comprendía también la subsección Prealpes de Digne. La literatura especializada francesa hace coincidir esta subsección con el "macizo de los Tres Obispos" (massif des Trois-Évêchés). Según la SOIUSA, los Alpes de Provenza son una subsección alpina a la que se atribuye la siguiente clasificación:
- Gran parte = Alpes occidentales
- Gran sector = Alpes del sudoeste
- Sección = Alpes y Prealpes de Provenza
- Subsección = Alpes de Provenza
- Código = I/A-3.I

## Delimitación
Limitan:
- al norte con los Alpes del Monviso (en los Alpes Cocios) y separados por el río Ubaye;
- al este con los Alpes Marítimos (en los Alpes Marítimos y Prealpes de Niza) y separados por el puerto de Allos;
- al oeste con los Prealpes de Digne (en la misma sección alpina).

Girando en el sentido de las agujas del reloj, los límites geográficos son: puerto de Allos, río Verdon, torrente Issole, puerto de Chalufy, río Bléone, torrente Bès, puerto de Maure, torrente Blanche, río Durance, lago de Serre-Ponçon, río Ubaye, puerto de Allos. 

## Subdivisión
Los Alpes de Provenza se subdividen en un supergrupo, tres grupos y 7 subgrupos:
- Cadena Séolane-Estrop-Caduc-Blanche (A)
  - Macizo Grande Séolane-Trois Évêques-Estrop (A.1)
    - Nudo de la Grande Séolane (A.1.a)
    - Grupo de la Tête de l'Estrop (A.1.b)
      - Nudo Trois Évêques-Tête de l'Estrop (A.1.b/a)
      - Cresta Tête de Chabrière-Puy de la Sèche-Sommet de la Croix (A.1.b/b)

    - Cadena Têtes-Ubac-Blayeul (A.1.c)
      - Cresta Têtes-Ubac (A.1.c/a)
      - Cresta Blayeul-Liman (A.1.c/b)

  - Cadena Caduc-Cordoeil (A.2)
    - Cresta Caduc-Mourre de Simanice (A.2.a)
    - Cresta Cordoeil-Maurel (A.2.b)

  - Cadena Blanche-Dormillouse-Clot la Cime (A.3)
    - Cadena Blanche-Roche Close (A.3.a)
    - Cadena Dormillouse-Clot la Cime (A.3.b)
      - Cresta de la Dormillouse (A.3.b/a)
      - Cresta del Clot la Cime (A.3.b/b)

## Cimas principales

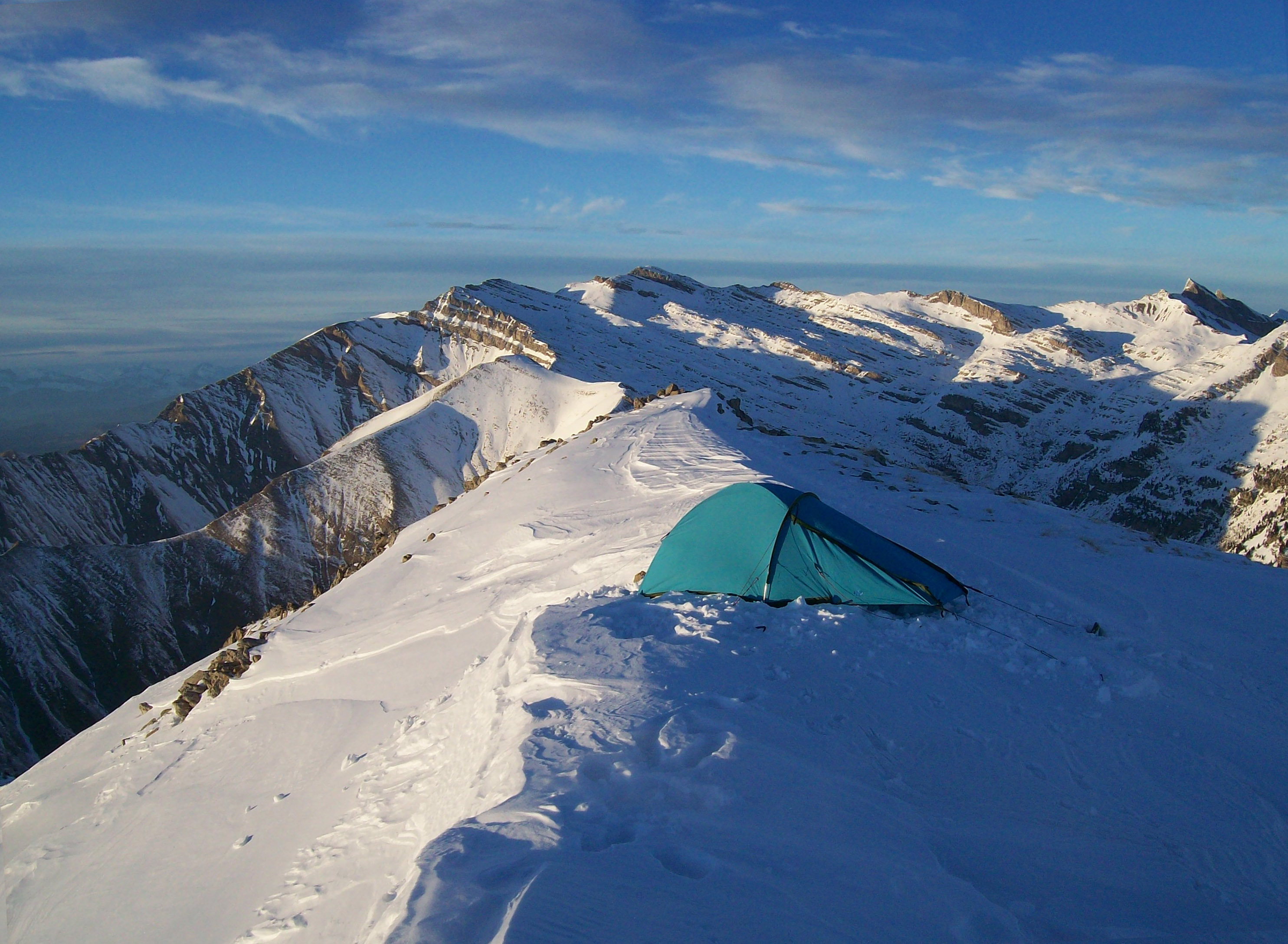
La Tête de l'Estrop vista desde el Sommet du Caduc.

Las montañas principales pertenecientes a los Alpes de Provenza son:
- Tête de l'Estrop - 2.961 m
- Grande Séolane - 2.909 m
- Petite Séolane - 2854 m
- Trois-Évêchés - 2.818 m
- Tête de Chabrière - 2.745 m
- Roche Close - 2.739 m
- Sommet du Caduc -  2.654 m
- Mourre-Gros - 2.652 m
- Montagne de la Blanche - 2.610 m